# Горбатюк Євген Михайлович
Євген Михайлович Горбатюк (23 жовтня 1914, Копитинці — 2 березня 1978) — радянський військовий льотчик, Герой Радянського Союзу (1942), у роки німецько-радянської війни командир ескадрильї 28-го винищувального авіаційного полку 6-го винищувального авіаційного корпусу Війська протиповітряної оборони країни. Генерал-полковник авіації (1967).

## Біографія
Народився 23 жовтня 1914 року в селі Копитинці (нині Летичівського району Хмельницької області України) в селянській родині. Українець. Член ВКП(б)/КПРС з 1940 року. Закінчив сільськогосподарський технікум, працював на комсомольській роботі.
У Червоній Армії з 1936 року. У 1938 році закінчив Качинську військову авіаційну школу льотчиків. З початком радянсько-німецької війни в діючій армії.
До лютого 1942 року здійснив 203 успішних бойових вильотів, в двадцяти шести повітряних боях збив чотири літаки противника, знищив значну кількість ворожої бойової техніки і живої сили.
Указом Президії Верховної Ради СРСР від 4 березня 1942 року «за зразкове виконання бойових завдань командування на фронті боротьби з німецько-фашистським загарбниками і проявлені при цьому мужність і героїзм» старшому лейтенантові Горбатюку Євгену Михайловичу присвоєно звання Героя Радянського Союзу з врученням ордена Леніна і медалі «Золота Зірка» (№ 665).
У лютому 1944 року майор Горбатюк Є. М. призначений командиром 63-го гвардійського ордена Кутузова третього ступеня Віленського винищувального авіаційного полку (3-я гвардійська Червонопрапорна Брянська ордена Суворова 2-го ступеня винищувальна авіаційна дивізія). Ввірений Горбатюку авіаполк успішно бив ворога на Північно-Західному і Прибалтійському фронтах.
З 2 січня 1945 року і до остаточної капітуляції гітлерівської Німеччини, полковник Горбатюк Є. М. — командир 3-ї гвардійської Червонопрапорної ордена Суворова Брянської 2-го ступеня винищувальної авіаційної дивізії (1-й гвардійський винищувальний авіаційний корпус, 16-а повітряна армія, 1-й Білоруський фронт). Льотчики-винищувачі авіадивізії Є. М. Горбатюка взяли активну участь у Берлінській наступальній операції, штурмі і взятті Берліна.
За роки війни Горбатюк Є. М. здійснив 347 успішних бойових вильотів, у тому числі 50 — на штурмовку; провів десятки повітряних боїв, в яких отримав 11 особистих перемог і вісім — у складі групи.
Після війни продовжував служити на відповідальних посадах у ВПС СРСР. У 1955 році він закінчив Військову академію Генерального штабу.
У 1967 році генерал-лейтенанту авіації Горбатюку Є. М. присвоєно військове звання «генерал-полковник авіації».
Помер 2 березня 1978 року. Похований у Москві на Новодівичому кладовищі.

## Нагороди
Нагороджений двома орденами Леніна, трьома орденами Червоного Прапора, орденами Олександра Невського, Вітчизняної війни 1-го ступеня, Трудового Червоного Прапора, Червоної Зірки, «За службу Батьківщині у Збройних Силах СРСР» 2-й і 3-го ступеня, медалями.